# Нуволенто
Нуволенто (італ. Nuvolento) — муніципалітет в Італії, у регіоні Ломбардія, провінція Брешія.
Нуволенто розташоване на відстані близько 440 км на північний захід від Рима, 95 км на схід від Мілана, 13 км на схід від Брешії.
Населення — 3986 осіб (2014).
Щорічний фестиваль відбувається 5 серпня. Покровитель — Santa Maria della Neve.

## Демографія
Населення за роками:

Станом на 1 січня 2023 року в муніципалітеті офіційно проживало 389 іноземців з 40 країн, серед них 99 громадян країн Євросоюзу та 35 громадян України.

## Сусідні муніципалітети
- Бедіццоле
- Нуволера
- Пайтоне
- Превалле
- Серле